# Aecidium cantense
Espèce
Aecidium cantense (syn. Aecidium cantensis) est une espèce de champignons basidiomycètes pathogènes des plantes.
Ce champignon, découvert pour la première fois en 1929 dans les montagnes du Pérou, est notamment l'agent de la rouille péruvienne de la pomme de terre qui provoque la déformation et la défoliation des plantes affectées.